# Besteuerungsgrundsätze
Ziel der Besteuerung ist die Erzielung von Einnahmen (§ 3 AO). Die Besteuerung muss sich dabei an bestimmten Besteuerungsgrundsätzen orientieren. Dabei nimmt der Grundsatz der Steuergerechtigkeit einen herausragenden Platz ein.

## Besteuerungsgrundsätze nach Adam Smith
Die ersten allgemein anerkannten Besteuerungsgrundsätze gehen auf Adam Smith zurück, der 1776 seine vier tax cannons formulierte:
- Gleichmäßigkeit (equality): Steuerpflichtige sollen gleichmäßig im Verhältnis zu ihrem Einkommen besteuert werden.
- Bestimmtheit (certainty): Besteuerung soll genau und nicht willkürlich festgelegt sein.
- Bequemlichkeit (convenience): Steuererhebung soll Steuerpflichtigen nicht unnötig belasten.
- Billigkeit (economy): Erhebungskosten sollen so gering wie möglich sein.

## Besteuerungsgrundsätze nach Adolph Wagner
Im deutschen Sprachraum war Adolph Wagner wohl der erste Finanzwissenschaftler, der im Jahr 1890 Besteuerungsgrundsätze formulierte.
- finanzpolitische Prinzipien
  - Ausreichendheit: Die Deckung der durch Steuern zu finanzierbaren Aufgaben muss gewährleistet sein.
  - Beweglichkeit: Im Bedarfsfall soll sichergestellt sein, dass Mehreinnahmen bereits kurzfristig akquiriert werden können.
- volkswirtschaftliche Prinzipien
  - Wahl richtiger Steuerquellen (Einkommen, Ertrag, Kapital)
  - Wahl der Steuerarten bei Berücksichtigung ihrer Wirkungen und Überwälzung
- Prinzipien der Gerechtigkeit
  - Allgemeinheit: Alle steuerlich leistungsfähigen Personen müssen besteuert werden.
  - Gleichmäßigkeit
- Steuerverwaltungsprinzipien
  - Bestimmtheit
  - Bequemlichkeit
  - Billigkeit

## Besteuerungsgrundsätze nach Fritz Neumark
In jüngerer Vergangenheit hat Fritz Neumark ausführliche Besteuerungsgrundsätze aufgestellt, auf die sich die Finanzwissenschaft heute noch stützt.
- Fiskalisch-budgetäre Grundsätze
  - Ausreichendheit: Die Deckung der durch Steuern zu finanzierbaren Aufgaben muss gewährleistet sein.
  - Steigerungsfähigkeit: Im Bedarfsfall soll sichergestellt sein, dass Mehreinnahmen bereits kurzfristig akquiriert werden können.
- Ethisch-sozialpolitische Grundsätze
  - Allgemeinheit: Alle steuerlich leistungsfähigen Personen müssen besteuert werden
  - Gleichmäßigkeit: Gleiche Sachverhalte sollen gleich besteuert werden (horizontale Steuergerechtigkeit).
  - Verhältnismäßigkeit: Unterschiedliche Sachverhalte dürfen unterschiedlich besteuert werden (vertikale Steuergerechtigkeit).
  - Umverteilung: Die Besteuerung soll zur Korrektur der Einkommen (Umverteilung) eingesetzt werden.
- Wirtschaftspolitische Grundsätze
  - Vermeidung steuerdirigistischer Maßnahmen
  - Minimierung steuerlicher Eingriffe
  - Wettbewerbsneutralität: Die Besteuerung soll den Wettbewerb nicht beeinträchtigen.
  - Aktive Flexibilität: Das Steueraufkommen soll sich mittels diskretionärer Maßnahmen den konjunkturellen Erfordernissen anpassen können.
  - Passive Flexibilität: Das Steuersystem soll automatische Stabilisierungseffekte entfalten können (built-in-flexibility).
  - Wachstumspolitische Ausrichtung: Die Besteuerung soll das Wirtschaftswachstum nicht hemmen.
- Steuerrechtliche und steuertechnische Grundsätze
  - Widerspruchslosigkeit und Systemhaftigkeit von Maßnahmen: Besteuerungslücken und Doppelbesteuerungen sollen vermieden werden.
  - Transparenz: Steuerregeln sollen allgemeinverständlich sein.
  - Praktikabilität: Die Besteuerung soll die Kapazitäten der Finanzverwaltung und der Steuerzahler beachten.
  - Stetigkeit steuerrechtlicher Normen: Steuerregeln sollen nur in größeren Abständen veränderbar sein.
  - Wohlfeilheit: Minimierung von Steuererhebungskosten
  - Bequemlichkeit: Minimierung der Belastung bei Steuerpflichten

## Anforderungen an eine rationale Besteuerung nach Heinz Haller
Der deutsche Finanzwissenschaftler Heinz Haller hatte auf Basis der Besteuerungsgrundsätze Anforderungen an ein rationales Steuersystem formuliert.
- Fiskalische Zielsetzung
  - Erhebungsbilligkeit: Minimierung von Steuererhebungskosten
  - Entrichtungsbilligkeit: Minimierung der Belastung bei Steuerpflichten
  - Lastenerleichterung: Steuerlasten sollen so wenig wie möglich spürbar und die wirtschaftliche Aktivität soll so wenig wie möglich beeinträchtigt werden.
- Wohlstandszielsetzung
  - Neutralität: Optimale Allokation der Produktionsfaktoren soll durch Besteuerung nicht gestört werden.
  - Konjunkturpolitische Effizienz: Steuern sollen wirkungsvoll für konjunktur- und beschäftigungspolitische Zwecke einsetzbar sein.
- Gerechtigkeitszielsetzung
  - Verteilungspolitische Effizienz: Einkommensverteilung soll durch Besteuerung beeinflusst werden können.
  - Achtung der Privatsphäre: Offenlegung persönlicher Daten soll auf das Nötigste begrenzt werden.
  - Innere Geschlossenheit: Widersprüchliche Steuerregeln sollen vermieden werden.